# Karlshuld
Karlshuld is een gemeente in de Duitse deelstaat Beieren, en maakt deel uit van het Landkreis Neuburg-Schrobenhausen.
Karlshuld telt 5.968 inwoners.
Aresing ·
Berg im Gau ·
Bergheim ·
Brunnen ·
Burgheim ·
Ehekirchen ·
Gachenbach ·
Karlshuld ·
Karlskron ·
Königsmoos ·
Langenmosen ·
Neuburg a.d.Donau ·
Oberhausen ·
Rennertshofen ·
Rohrenfels ·
Schrobenhausen ·
Waidhofen ·
Weichering